# Posądza
Posądza – wieś w Polsce położona w województwie małopolskim, w powiecie proszowickim, w gminie Koniusza.
W latach 1975–1998 miejscowość administracyjnie należała do województwa krakowskiego.

Integralne części miejscowości: Kolonia, Rogozie, Sosnówka, Szpitalna.
We wsi był przystanek kolejowy Posądza.

## Toponimia
Nazwa wsi jest nazwą dzierżawczą utworzoną przez dodanie sufiksu -ja do nazwy osobowej *Posąd, która związana jest etymologicznie z czasownikiem posądzić. Pierwotną postać nazwy miejscowej rekonstruuje się zatem jako *Posądja.
Najstarszy zapis nazwy miejscowości w formie Posszandza pochodzi z 1445 roku, z kopii dokumentu datowanego na rok 1364.

## Historia
Od ok. XII–XIII wieku własność duchowna. Od chwili powstania należy do parafii pw. Świętych Apostołów Piotra i Pawła w Koniuszy. Jan Długosz w Liber Beneficiorum (1470–1480) podaje, że wieś należy do biskupów krakowskich. We wsi były łany kmiece i folwark biskupi. W latach 1783–1792 wieś nadal należała do biskupów kapituły katedry krakowskiej, posesorem był biskup krakowski Kajetan Ignacy Sołtyk. W tym czasie w Posądzy był dwór z folwarkiem i karczma, ponadto 4 gospodarstwa kmiece, 11 zagród zagrodników i 1 zagroda chałupnika bez gruntu.

## Zabytki
- XVIII-wieczna kapliczka przydrożna.